# Runrig
Runrig war von 1973 bis 2018 eine schottische Folk-Rock-Band. Gegründet wurde sie von den Brüdern Rory (Bass, Gesang, Akustikgitarre) und Calum Macdonald (Perkussion, Gesang) und Blair Douglas (Akkordeon), wenig später verstärkt durch den Sänger Donnie Munro (Gesang, akustische Gitarre) und ab 1998 ersetzt durch den Sänger Bruce Guthro.

## Bandname
Runrig (schottisch-gälisch: raon ruith) bedeutet wörtlich eine Reihe (run) von Ackerstreifen (rig) und beschreibt das System der Landnutzung, wie es in den Highlands praktiziert wurde, bevor es die Engländer im Rahmen der Highland Clearances zerstörten.

## Geschichte
Anfangs nannte sich die Band Run Rig Dance Band. Einige Mitglieder der Gruppe gingen, neue kamen dazu. Zur „klassischen“ Besetzung gehörten Iain Bayne (Schlagzeug), Malcolm Jones (Gitarren, Flöten, Young Midi-Pipes, Dudelsack, Akkordeon, Gesang), Peter Wishart (Keyboards).
Zunächst durch kleine Konzerte in Schottland bekannt, begann Runrig eine Karriere mit selbstverfassten und selbstkomponierten Songs. Die Gruppe spielt einerseits Rockmusik mit starken schottischen Einflüssen, andererseits setzt sie historische schottische Liedtexte und Songs in Gälisch ein. Die führenden Köpfe der Gruppe sind die Brüder Calum und Rory Macdonald, die gemeinsam den größten Teil der Songs der Band schreiben.
Der charismatische Leadsänger Donnie Munro zog die Gruppe ins internationale Rampenlicht. Etliche Alben entstanden, bis er 1997 überraschend aus der Formation ausstieg. Er kandidierte für das schottische Parlament, scheiterte aber. Musikalisch kehrte er zu den Wurzeln schottischer Volksmusik zurück und veröffentlichte 2003 das Album Gaelic Heart ausschließlich mit Songs in gälischer Sprache.
Die Gruppe, die kurze Zeit ohne Sänger war, fand mit Bruce Guthro aus Neuschottland (Kanada) einen neuen Frontmann.
2001 verlor die Gruppe einen weiteren Mitstreiter an die Politik, denn Peter Wishart wechselte als Abgeordneter der Scottish National Party ins britische Unterhaus. Ihn ersetzte der damals 20-jährige Brian Hurren (Keyboards und Gesang).
Aus Anlass des 30-jährigen Bestehens wurde ein besonderes Album aufgenommen, das auch altes Material enthielt und für das das ausgeschiedene Gründungsmitglied Blair Douglas den Song Angels from the Ashes beisteuerte. Das Album Proterra wartet mit einem modernisierten Sound auf, der vor allem durch die Einbeziehung des Produzenten und Soundtüftlers Paul Mounsey gezeitigt wurde.
Nicht nur in ihrer Heimat Schottland, sondern vor allem auch in Dänemark und in Deutschland hat die Band eine feste, treue Fangemeinde, die sogenannten „Riggies“.
Runrig engagierte sich auch sozial. So waren Iain Bayne (Schlagzeug) und Calum Macdonald (Percussion) am 15. März 2006 als Gäste der Glasgow the Caring City in Südafrika, um Trommeln und andere Instrumente für Bildungsprogramme in die Schulen zu bringen.
Am 18. Mai 2007 wurde das 13. Studioalbum mit dem Titel Everything You See veröffentlicht. Die erste Single des Albums namens Year of the Flood wurde erstmals im Januar 2007 bei einem dänischen Radiosender gespielt.
Im November 2007 beteiligten sie sich an der Benefiz-Aktion BBC Children in Need und lieferten den schottischen Beitrag. Dafür wählten sie das Lied Loch Lomond. Das Lied war nicht nur 25 Jahre zuvor ihre erste Single gewesen, es ist auch ihr „Markenzeichen“ und bildete für lange Zeit den Abschluss ihrer Konzerte. Sie spielten das Lied zusammen mit einem Stadion voller Fans der schottischen Fußballnationalmannschaft, der Tartan Army. Unterstützt wurden sie außerdem von Rod Stewart. Die Single wurde ihr erster Großbritannien-weiter Top-10-Hit (in Schottland Nummer 1). Von diesem Lied wurden laut Tartan Army bis Februar 2008 über 40.000 CDs verkauft (davon 13.000 iTunes-Downloads).
Ihr 40-jähriges Bandjubiläum feierten Runrig 2013 mit mehreren Open Airs. Zentrale Jubiläumsveranstaltung war das Konzert „Party on the Moor“, welches am 10. August 2013 in Muir of Ord auf der Black Isle nahe der schottischen Stadt Inverness stattfand. An diesem Konzert nahmen neben der aktuellen Bandbesetzung u. a. auch die früheren Mitglieder Donnie Munro und Peter Wishart teil.
In den Jahren 2016 und 2017 ging die Band mit Album The Story auf Europatournee. Runrig erklärten, dass The Story das letzte Studioalbum der Band sei. Am 26. September 2017 kündigten Runrig für 2018 ihre Abschiedstournee The Final Mile an, die sie durch Deutschland, England, Dänemark und Schottland führte. Die 25.000 Karten für das letzte Konzert The Last Dance am 18. August 2018 in Stirling waren innerhalb von 15 Minuten ausverkauft. Ein daraufhin kurzerhand organisiertes zweites Konzert am Vorabend (ebenfalls in Stirling) war nach einigen Stunden ausverkauft. Nach Auftritten von Donnie Munro und Band sowie Julie Fowlis verabschiedete sich die Band nach 45 Jahren mit einem emotionalen Auftritt von der Bühne.

The Last Dance in Stirling 2018
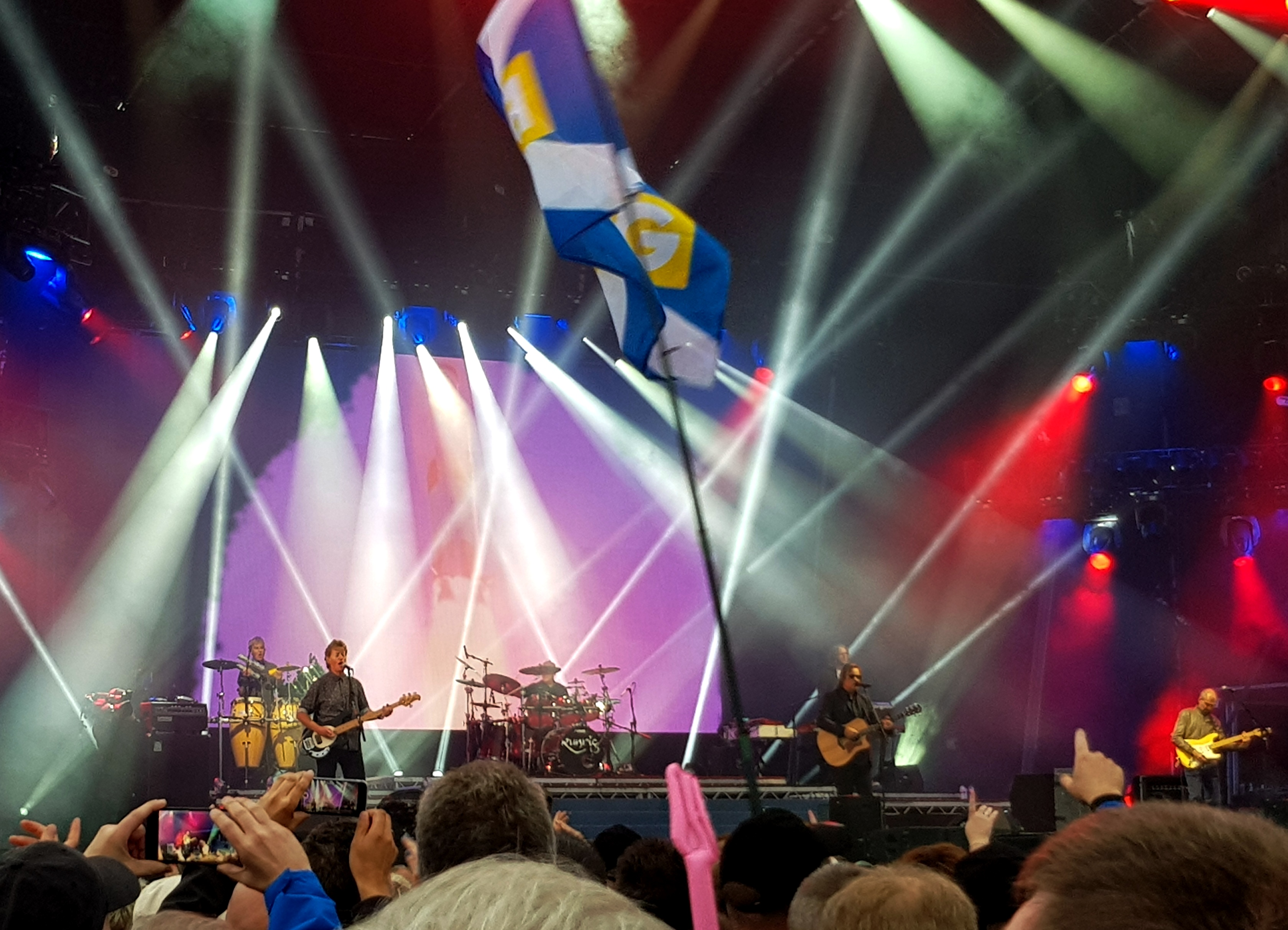
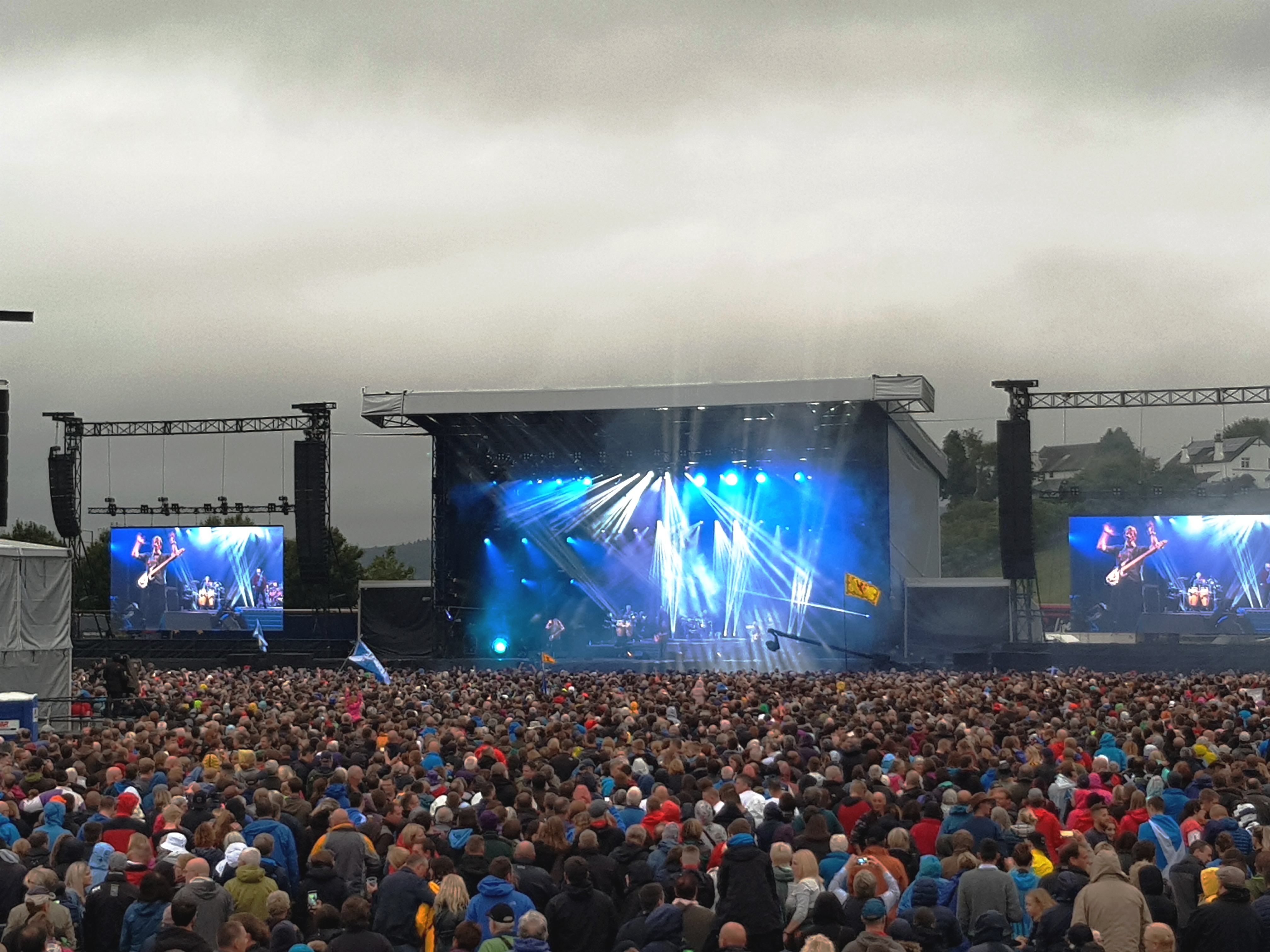
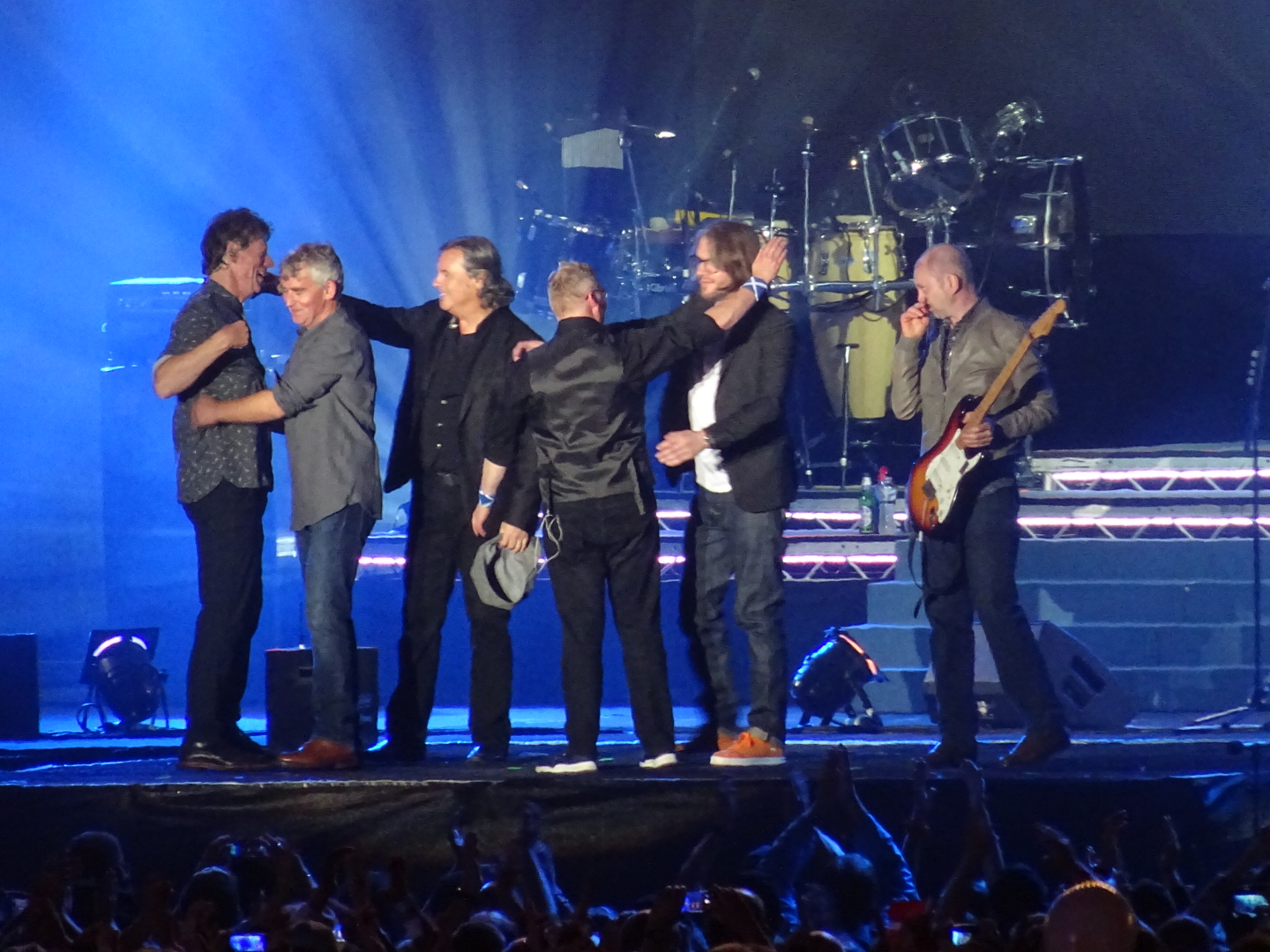

## Besonderheiten
Als NASA-Experten nach dem Absturz der Raumfähre Columbia die über mehrere US-Bundesstaaten verstreuten Trümmer zusammentrugen, fanden sie eine unversehrte The Stamping Ground-CD der Band. Die Astronautin Laurel Clark, ein großer Runrig-Fan, hatte das Album mit ins Weltall genommen. Die Band ehrte sie, indem sie an Somewhere, den letzten Song ihres letzten Studioalbums, Teile der Aufnahme von Clarks Stimme von der Columbia anfügte.
Für die Mitglieder des bandeigenen Runrig-Fanclubs wurden bisher neun CDs und drei DVDs aus der Access-All-Areas-Serie mit alten und neuen Konzertmitschnitten, Demoversionen und Interviews herausgegeben.

## Diskografie
Studioalben

| Jahr | Titel                   | Höchstplatzierung, Gesamtwochen, AuszeichnungChartplatzierungen (Jahr, Titel, Platzierungen, Wochen, Auszeichnungen, Anmerkungen) | Höchstplatzierung, Gesamtwochen, AuszeichnungChartplatzierungen (Jahr, Titel, Platzierungen, Wochen, Auszeichnungen, Anmerkungen) | Höchstplatzierung, Gesamtwochen, AuszeichnungChartplatzierungen (Jahr, Titel, Platzierungen, Wochen, Auszeichnungen, Anmerkungen) | Anmerkungen                                               |
| Jahr | Titel                   | DE | CH | UK | Anmerkungen                                               |
| ---- | ----------------------- | --- | --- | --- | --------------------------------------------------------- |
| 1978 | Play Gaelic             | — | — | — | Erstveröffentlichung: 1978                                |
| 1979 | The Highland Connection | — | — | — | Erstveröffentlichung: 1979                                |
| 1981 | Recovery                | — | — | — | Erstveröffentlichung: 1981                                |
| 1985 | Heartland               | — | — | — | Erstveröffentlichung: 1985                                |
| 1987 | The Cutter and the Clan | — | — | UK45 Silber · (2 Wo.)UK | Erstveröffentlichung: 1987 Verkäufe: + 60.000             |
| 1989 | Searchlight             | — | — | UK11 Gold · (4 Wo.)UK | Erstveröffentlichung: 1989 Verkäufe: + 100.000            |
| 1991 | The Big Wheel           | — | — | UK4 Gold · (15 Wo.)UK | Erstveröffentlichung: 10. Juni 1991 Verkäufe: + 100.000   |
| 1993 | Amazing Things          | DE47 (11 Wo.)DE | — | UK2 Silber · (6 Wo.)UK | Erstveröffentlichung: 15. März 1993 Verkäufe: + 60.000    |
| 1995 | Mara                    | DE81 (7 Wo.)DE | — | UK24 Silber · (6 Wo.)UK | Erstveröffentlichung: 6. November 1995 Verkäufe: + 60.000 |
| 1999 | In Search of Angels     | DE26 (4 Wo.)DE | — | UK29 (2 Wo.)UK | Erstveröffentlichung: 21. Februar 1999                    |
| 2001 | The Stamping Ground     | DE20 (8 Wo.)DE | — | UK64 (1 Wo.)UK | Erstveröffentlichung: 6. Mai 2001                         |
| 2003 | Proterra                | DE10 (6 Wo.)DE | — | UK84 (1 Wo.)UK | Erstveröffentlichung: 17. August 2003                     |
| 2007 | Everything You See      | DE15 (6 Wo.)DE | — | UK61 (1 Wo.)UK | Erstveröffentlichung: 14. Mai 2007 Verkäufe: + 40.000     |
| 2016 | The Story               | DE6 (4 Wo.)DE | CH51 (1 Wo.)CH | UK26 (3 Wo.)UK | Erstveröffentlichung: 29. Januar 2016                     |

grau schraffiert: keine Chartdaten aus diesem Jahr verfügbar

## Weiterführende Literatur
- Martin Schröder: Das Revival der traditionellen gälischen Musik Schottlands. Die Bands Runrig und Capercaillie. Transcript, Bielefeld 2024, ISBN 978-3-8376-7268-8